# Санторкас
Санторкас (ісп. Santorcaz) — муніципалітет в Іспанії, у складі автономної спільноти Мадрид. Населення — 822 особи (2010).
Муніципалітет розташований на відстані близько 40 км на схід від Мадрида.
На території муніципалітету розташовані такі населені пункти: (дані про населення за 2010 рік)
- Естасьйон-Трансмісора-Маріна: 3 особи
- Санторкас: 819 осіб

## Демографія
Динаміка населення (INE ):